# Smart Lethieullier
Smart Lethieullier (3. studenoga 1701. – 27. kolovoza 1760.) bio je engleski antikvar.

## Rani život i obrazovanje
Lethieullier je rođen 3. studenog 1701. u vlastelinstvu Aldersbrook, Little Ilford, Essex, u obitelji španjolsko-nizozemskog hugenota, a u Londonsu došli 1605. kao izbjeglice. Njegov djed, Sir John Lethieullier (1632./1633. – 1719.), Uspio je u trgovini, a bio je je šerif Londona 1674. – 75., i vlasnik imanja Aldersbrook (kojeg je kupio 1693.). Sin Sir Johna, također imena John (u. 1737.), oženio se Elizabeth Smart, a Smart im je bio drugi sin. Školovao se na Eton College i Trinity College, Oxford, odakle je diplomirao MA 1723.

## Antikvarski interesi
Lethieullier je nakon toga putovao po Francuskoj, Italiji, Njemačkoj i cijeloj Britaniji te razvio strast prema proučavanju i sakupljanju starina i fosila. Izabran je za člana Kraljevskog društva (1724.), Društva antikvara (1725.) i člana Spalding Gentlemen's Society (1733.). Razvio je široku mrežu antikarskih i znanstvenih prijatelja i kontakata, uključujući Francesca Ficoronija, Bernarda de Montfaucona, Richarda Pocockea, Andrewa Ducarela, Francisa Wisea, Martina Folkesa, Samuela Galea, Richarda Meada i Petera Collinsona.
Napisao je brojna pisma i radove na temu antikvarstva. Nijedna nije objavljena za njegova života, ali neki su se postumno pojavili u Archaeologia (časopisu Društva antikvara) i drugdje. Njegovi su subjekti uključivali rimske ostatke (uključujući one u okolici Wanstead Housea i susjedne palače Aldersbrook), gradinu Ambresbury Banks, svetište sv. Hugha u katedrali u Lincolnu i tehnike datiranja engleskih crkvenih spomenika. 1732. – 1733., Dok je živio u Parizu, napisao je prvi detaljni izvještaj o tapiseriji iz Bayeuxa, koji je na kraju je objavljen 1767. godine kao dodatak anglo-normanskim starinama Andrewa Ducarela.
Godine 1737., nakon očeve smrti, Lethieullier je naslijedio Aldersbrook i počeo uređivati teren, uključujući izgradnju pustinjaka u kojem će se smjestiti njegove zbirke.

## Javna služba
Lethieullier je služio kao visoki šerif Essexa 1758. godine.

## Smrt i pokop
Lethieullier je umro 27. kolovoza 1760. u Aldersbrooku i pokopan je u crkvi Svete Marije u Little Ilfordu.

## Osobni život
Lethieullier se vjenčao s Margaret Sloper u veljači 1726. Ona je umrla 1753. godine: a u braku nisu imali djece. Njegova imanja naslijedila je njegova nećakinja Marija, kćer njegova mlađeg brata Charlesa.

## Vanjske poveznice
- Works by or about Smart Lethieullier (worldcat.org)
- Entry for Smart Lethieullier at the Royal Society[neaktivna poveznica]